# تونی اوسوبا
تونی اوسوبا (انگلیسی: Tony Osoba؛ ‏ ۱۵ مارس ۱۹۴۷) بازیگر اهل بریتانیا است.
از فیلم‌ها یا مجموعه‌های تلویزیونی که وی در آن‌ها نقش داشته‌است، می‌توان به هلیم (سریال)، هلیم (فیلم)، خیابان کورونیشن، حرفه‌ای‌ها، فضا: ۱۹۹۹، داستان‌های باورنکردنی، دکتر هو، هالیوکس، گزینه نهایی و تاگارت اشاره نمود.